# Daniel Habesohn
Daniel Habesohn (Viena, 22 de julio de 1986) es un deportista austríaco que compite en tenis de mesa. Ganó una medalla de plata en el Campeonato Europeo de Tenis de Mesa de 2022, en el torneo de dobles.

## Palmarés internacional
| Campeonato Europeo | Campeonato Europeo | Campeonato Europeo | Campeonato Europeo |
| Año                | Lugar              | Medalla            | Prueba             |
| ------------------ | ------------------ | ------------------ | ------------------ |
| 2018               | Alicante           | Medalla de oro     | Dobles masculino   |
| 2022               | Múnich             | Medalla de plata   | Dobles masculino   |